# ترس (فیلم ۲۰۲۳)
ترس (به انگلیسی: Fear) یک فیلم ترسناک آمریکایی به کارگردانی دئون تیلور و با بازی جوزف سیکورا، تی.آی.، کینگ بچ، ترنس جی، روبی موداین، اینی ایلانزا، ایو گلدبرگ و جسیکا آلن است.
این فیلم در تاریخ ۲۷ ژانویه ۲۰۲۳ در ایالات متحده اکران شد.

## بازیگران
- جوزف سیکورا در نقش روم
- کینگ بچ در نقش بنی
- اینی ایلانزا در نقش بیانکا
- ایو گلدبرگ در نقش مایکل
- روبی مودین در نقش سرینا[۶]
- جسیکا آلن در نقش مِگ
- ترنس جی در نقش راس
- تی.آی. در نقش لو

## تولید
این فیلم با عنوان اصلی «Don't Fear»، در طی مدت زمان ۱۷ روز در کیبورز، کالیفرنیا و در طول دنیاگیری کووید-۱۹ در اوت ۲۰۲۰ فیلمبرداری شد. در زمان ساخت فیلم بازیگران و عوامل ماسک می‌زدند و دمای بدن آنها به‌طور روزانه بررسی می‌شد.
آهنگسازی این فیلم بر عهده جف زانلی است که آهنگسازی چندین فیلم قبلی تیلور نیز را به عهده داشته‌است.

## انتشار
در اوت ۲۰۲۱، اعلام شد که این فیلم ترس نامیده شده‌است. فیلم ابتدا برنامه‌ریزی شده بود که در آخر هفته‌ای که روز ولنتاین سال ۲۰۲۲ در آن قرار داشت، به عنوان اولین اکران شرکت جدید هیدن امپایر فیلم گروپ، اکران شود. این فیلم در تاریخ ۲۷ ژانویه ۲۰۲۳ در ایالات متحده اکران شد.

## بازخورد
در وبگاه جمع‌آوری نقد راتن تومیتوز، ٪۲۲ از ۱۸ بررسی منتقدان مثبت است، و میانگینِ امتیاز آن ۳٫۹/۱۰ است.